# Milczenie (film 1971)
Milczenie (jap. 沈黙 Chinmoku) – japoński dramat historyczny z 1971 roku w reżyserii Masahiro Shinody. Adaptacja powieści pod tym samym tytułem autorstwa Shūsaku Endō.

## Fabuła
Historia portugalskiego zakonnika, który w czasie szykanowania chrześcijaństwa i separacji Japonii w XVII wieku podejmuje wysiłek działań misyjnych.

## Obsada
- David Lampson jako Sebastian Rodrigo
- Mako Iwamatsu jako Kichijiro
- Eiji Okada jako Inoue
- Rokkō Toura jako tłumacz
- Noboru Matsuhashi jako Mokichi
- Yoshi Katō jako starzec
- Taiji Tonoyama
- Don Kenny jako Francisco Garrpe
- Shima Iwashita jako Kiku